# Figure décorative sur fond ornemental
Figure décorative sur fond ornemental est un tableau réalisé par le peintre français Henri Matisse durant l'automne 1925-1926 à Nice. Cette huile sur toile représente une femme assise dans un décor chargé, sans doute une odalisque faisant tomber l'œuvre dans la série Odalisques. Achetée à l'artiste en 1938, elle est aujourd'hui conservée au musée national d'Art moderne, à Paris.